# Manuel Ferreiro
Manuel Ferreiro (gennaio 1916 – ...) è stato un calciatore argentino, di ruolo attaccante.

## Caratteristiche tecniche
Giocava come centravanti, ma era in grado di ricoprire altri ruoli: fu difatti schierato anche come ala (su entrambe le fasce) e interno destro. Era abile nei colpi di testa ed era dotato di un tiro potente.

## Carriera

### Club
Ferreiro fece 4 apparizioni nella prima squadra del River Plate tra il 1934 e il 1936: avendo trovato poco spazio, accettò il trasferimento in prestito all'Argentinos Juniors, con cui giocò 12 partite e realizzò 3 gol nella Primera División 1937. In seguito passò al Talleres di Remedios de Escalada, divenendone uno dei titolari, anche in virtù della sua duttilità tattica. Nel campionato 1938 si segnalò per la sua capacità di finalizzare: in 27 incontri segnò 22 volte, con una tripletta al Boca Juniors. Le sue 22 reti rappresentarono il primato nazionale per una formazione retrocessa. Giocò poi per il Platense nel 1939.

## Palmarès

### Club

#### Competizioni nazionali
- Campionato argentino: 1

River Plate: 1936